# Sophisticated Lou
Sophisticated Lou è un album di Lou Donaldson, pubblicato dalla Blue Note Records nel 1973.

## Tracce
Lato A
1. You've Changed – 4:55 (Bill Carey, Carl Fisher) – Registrato l'8 e 18 (overdubbed) dicembre 1972 a New York (A&R Recording Studio)
2. Stella by Starlight – 4:45 (Ned Washington, Victor Young) – Registrato l'11 e 18 (overdubbed) dicembre 1972 a New York (A&R Recording Studio)
3. What Are You Doing for the Rest of Your Life? – 4:32 (Alan Bergman, Marilyn Bergman, Michel Legrand) – Registrato l'8 e 18 (overdubbed) dicembre 1972 a New York (A&R Recording Studio)
4. The Long Goodbye – 3:32 (Johnny Mercer) – Registrato l'11 e 18 (overdubbed) dicembre 1972 a New York (A&R Recording Studio)

Lato B
1. You Are the Sunshine of My Life – 3:46 (Stevie Wonder) – Registrato l'11 e 18 (overdubbed) dicembre 1972 a New York (A&R Recording Studio)
2. Autumn in New York – 4:31 (Vernon Duke) – Registrato l'8 e 18 (overdubbed) dicembre 1972 a New York (A&R Recording Studio)
3. Blues Walk – 5:07 (Lou Donaldson) – Registrato l'11 e 18 (overdubbed) dicembre 1972 a New York (A&R Recording Studio)
4. Time After Time – 6:45 (Jule Styne, Sammy Cahn) – Registrato l'8 e 18 (overdubbed) dicembre 1972 a New York (A&R Recording Studio)

## Musicisti
Lou Donaldson Octet with Overdubs
- Lou Donaldson - sassofono alto
- Eugene Bianco - arpa
- Joe Venuto - vibrafono
- Derek Smith - pianoforte elettrico, pianoforte
- Jay Berliner - chitarra, chitarra a dodici corde
- Richard Davis - contrabbasso (brani : A1, A3, B2 & B4)
- Ron Carter - contrabbasso (brani : A2, A4, B1 & B3)
- Grady Tate - batteria
- Omar Clay - percussioni

+ Overdubs : 
- Joe Farrell - flauto, flauto alto
- Paul Winter - flauto, flauto alto
- Harry Lookofsky - violino
- Aaron Rosand - violino
- Irving Spice - violino
- Seymour Berman - viola
- Harry Zaratzian - viola
- Seymour Barab - violoncello
- Wade Marcus - arrangiamenti